# Feel (Namie Amuro)
| Recensione      | Giudizio |
| --------------- | -------- |
| J-Pop Asia      |          |
| The Japan Times | Mixed    |

Feel è l'undicesimo album studio della cantante giapponese Namie Amuro. L'album, pubblicato il 10 luglio 2013 dalla Dimension Point (sub-etichetta della Avex Trax), contiene numerose tracce in lingua inglese. Feel ha raggiunto la prima posizione nella classifica Oricon chart, oltre ad essere il 6º album più venduto del 2013 in Giappone ed il 1º album più venduto da un'artista solista nel 2013, sempre in Giappone. 

## Singoli
- Big Boys Cry / Beautiful è l'unico singolo fisico estratto dall'album, pubblicato il 6 marzo 2013.[5] Entrambi i brani sono stati utilizzati negli spot televisivi della Kosè Esprique, di cui la cantante è testimonial.[6] Beautiful, tuttavia, non è incluso nell'album.
- Contrail è uscito come singolo digitale il 19 maggio 2013[7] ed è stato usato come theme song della soap Soratobu Kouhou Shitsu[8]
- Hands on Me è stato pubblicato come singolo digitale il 5 luglio 2013, assieme ad Heaven.[9][10]

### Altre Canzoni
- Can You Feel This Love è stata utilizzata come theme song del notiziario televisivo Mezamashi TV.[11]

## Tracce
| CD | CD                     | CD | CD                          | CD     |
| N° | Titolo                 | Autori | Produttori                  | Durata |
| -- | ---------------------- | --- | --------------------------- | ------ |
| 1  | Alive                  | Anthony Maniscalco, Erika Nuri, Marc Malouf, Shridhar Solanki                                                          | Anthony Maniscalco          | 3:27   |
| 2  | Rainbow                | Lukas Nathanson, Scott Effman, Lauren Dyson, Tiger                                                                     | Ambience                    | 3:03   |
| 3  | Can You Feel This Love | erina (RzC), Ryuichiro Yamaki (RzC)                                                                                    | Ryuichiro Yamaki (RzC)      | 4:00   |
| 4  | Big Boys Cry           | Kanata Okajima, Nermin Harambasic, Anne Judith Wik, Ronny Svendsen, Hayley Aitken, Eirik Johansen, Jan Hallvard Larsen | Mental Audio / Design Music | 3:23   |
| 5  | Hands on Me            | Anesha Birchett, Antea Shelton, Fredrik "Fredro" Odesjo, Adam Kapit                                                    | Fredro, Adam Kapit          | 3:15   |
| 6  | Heaven                 | Anton Zaslavski, Emyli, Tommy Clint                                                                                    | Zedd                        | 3:31   |
| 7  | Poison                 | Tiger, Nicole Tranquillo, Adam Kapit                                                                                   | Adam Kapit                  | 3:51   |
| 8  | La La La               | David Dawood, Natalia Hajjrar, Ana Diaz                                                                                | DaWood                      | 2:59   |
| 9  | Supernatural Love      | Steven Lee, Rike Boomgaarden                                                                                           | Steven Lee                  | 3:23   |
| 10 | Let Me Let You Go      | Shelly Peiken, JD Walker                                                                                               | JD Walker                   | 4:02   |
| 11 | Contrail               | Nao'ymt | Nao'ymt                     | 4:12   |
| 12 | Stardust In My Eyes    | Daniel Traynor, Karen Poole, Carmen Reece                                                                              | HyGrade                     | 3:25   |

| DVD/Blu-Ray | DVD/Blu-Ray                   | DVD/Blu-Ray                     |
| N°          | Titolo                        | Direttore                       |
| ----------- | ----------------------------- | ------------------------------- |
| 1           | Alive (Videoclip)             | Daisuke "Nino" Ninomiya (IKIOI) |
| 2           | Big Boys Cry (Videoclip)      | Daisuke "Nino" Ninomiya (IKIOI) |
| 3           | Hands on Me (Videoclip)       | Daisuke "Nino" Ninomiya (IKIOI) |
| 4           | Heaven (Videoclip)            | Daisuke "Nino" Ninomiya (IKIOI) |
| 5           | Let Me Let You Go (Videoclip) | Daisuke "Nino" Ninomiya (IKIOI) |
| 6           | Contrail (Videoclip)          | Daisuke "Nino" Ninomiya (IKIOI) |

## Classifiche
| Classifica                       | Posizione raggiunta |
| -------------------------------- | ------------------- |
| Giappone (Oricon Daily Charts)   | 1                   |
| Giappone (Oricon Weekly Charts)  | 1                   |
| Giappone (Oricon Monthly Charts) | 1                   |
| Giappone (Oricon Yearly Charts)  | 6                   |
| Soundscan (CD)                   | 5                   |
| Soundscan (CD+DVD)               | 1                   |
| Soundscan (CD+Blu-Ray)           | 2                   |
| World Albums Top 40              | 2                   |

## Date di Pubblicazione
| Nazione       | Data           | Formato                                | Etichetta        | Catalogo                             |
| ------------- | -------------- | -------------------------------------- | ---------------- | ------------------------------------ |
| Giappone      | 10 luglio 2013 | Digital Download, CD CD+DVD CD+Blu-Ray | Dimension Point  | AVCN-99003 AVCN-99001/B AVCN-99002/B |
| Taiwan        | 12 luglio 2012 | Digital Download, CD CD+DVD            | Avex Taiwan      | AVJCD10545 AVJCD10545/A              |
| Hong Kong     | 19 luglio 2013 | CD+DVD                                 | Avex Asia        | AVJCD10545/A                         |
| Worldwide     | 24 luglio 2013 | Digital Download                       | Avex Trax        | -                                    |
| Corea del Sud | 26 luglio 2012 | CD CD+DVD                              | SM Entertainment | -                                    |